# Dolichopeza (Megistomastix) obtusiloba
Dolichopeza (Megistomastix) obtusiloba is een tweevleugelige uit de familie langpootmuggen (Tipulidae). De soort komt voor in het Neotropisch gebied.